# (305661) Joejackson
(305661) Joejackson ist ein Asteroid des inneren Hauptgürtels, der vom deutschen Astronomen Felix Hormuth am 29. Januar 2009 am spanischen Calar-Alto-Observatorium (IAU-Code 493) entdeckt wurde.
Der Asteroid wurde am 23. März 2016 nach dem englischen Musiker Joe Jackson (* 1954) benannt.